# Lap-cheong

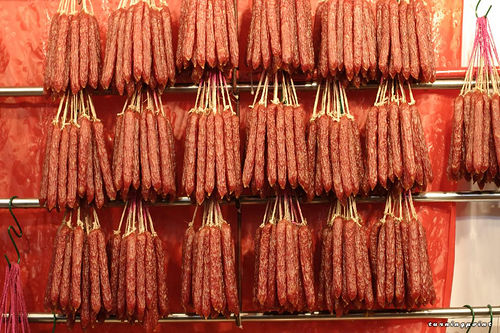

Lap cheong (chiń. upr. 腊肠; chiń. trad. 臘腸; pinyin làcháng; jyutping laap6 coeng2) – mocno wysuszone kiełbaski, najczęściej wieprzowe, o wysokiej zawartości tłuszczu, zwykle wędzone, doprawione cukrem i różnymi przyprawami. Składnik wielu dań w południowych Chinach.